# Tanjung Belit (Kampar Kiri Hulu)
Tanjung Belit is een bestuurslaag in het regentschap Kampar van de provincie Riau, Indonesië. Tanjung Belit telt 698 inwoners (volkstelling 2010).